# Time Protocol
El Protocolo de tiempo, en inglés: Time Protocol, pertenece a la familia de protocolos de Internet  y fue definida en 1983 en el RFC 868 por Jon Postel y Ken Harrenstein. Su propósito es proveer un servidor de hora, legible por máquinas con la información del día y la fecha y de manera rápida. Aunque sigue vigente, su sucersor está indicado en la RFC 958.
El Time Protocol puede ser implementado sobre el Protocolo de Control de Transmisión( en inglés: Transmission Control Protocol (TCP))  o sobre el protocolo Protocolo de Datagramas de Usuario (en inglés: User Datagram Protocol (UDP)). Un anfitrión, (en inglés: host) se conecta a un servidor que haga el servicio de Time Protocol en el puerto de red 37 (45 octal) y el servidor le envía información del día y la hora en formato binario con longitud de 32 bits sin signo con la posición de mayor (sentido endianness). El número enviado representa los segundos transcurridos desde las 00:00 horas del 1 de enero de 1900 GMT.
El formato de 32 bit presenta una limitación de capacidad de representar el número de segundos transcurridos, lo cual ocurrirá por primera vez el 7 de febrero de 2036 a las 06:28:16 (UTC).
Muchos sistemas operativos basados en Unix utilizan Time Protocol para monitorizar o sincronizar sus propios relojes usando la utilidad rdate, a su vez, esta función acabó siendo sustituida por el Network Time Protocol (NTP) y su herramienta ntpdate. NTP es más sofisticado en varios sentidos, destaca que es capaz de reducir la desincronización por debajo del segundo.

## Implementación Inetd
En la mayoría de sistemas operativos Unix, el servicio Time Protocol está incluido dentro del servicio inetd (o xinetd), estando deshabilitado por defecto, siendo necesaria su activación explícita para que funcione.